# BLIDS
BLIDS steht für BLitz InformationsDienst von Siemens. Dabei handelt es sich um ein kommerzielles Blitz-Ortungssystem, welches seit 1992 Gewitterblitze ortet. BLIDS betreibt 32 Messstationen in Deutschland und den umliegenden Ländern, die zusammen mit weiteren 102 Messstationen anderer Ortungsdienste wie ALDIS (Austrian Lightning Detection & Information System) in ganz Europa den Verbund EUCLID (European Cooperation for Lightning Detection) bilden. So werden Blitze in ganz Europa bis auf 200 Meter genau registriert. Seit Dezember 2023 gehört BLIDS zur ALDIS (ÖVE), zuvor war es Bestandteil der Siemens AG.
Für die exakte Ortsangabe von Blitzeinschlägen ist ein kostenpflichtiges Abo erforderlich, es gibt jedoch derzeit  mit dem BLIDS-Spion einen Satz kostenloser Übersichts-Gewitterkarten für Deutschland, die Schweiz, Benelux, Großbritannien und Polen. Auf diesen werden die Blitze der letzten 120 Minuten farbcodiert nach Zeit dargestellt. Auch einige Wetterseiten im Internet bieten auf Basis von BLIDS aktuelle Blitzkarten und Blitzrückblicke inklusive Art und Stärke der Blitze kostenlos an.

## Verfahren
Ein Blitz sendet eine elektromagnetische Welle aus, die sich tausende Kilometer weit ausbreitet. Aus der Charakteristik der niederfrequenten elektromagnetischen Welle ermitteln spezielle Algorithmen und Filter in den Messstationen, ob es sich um einen Blitz handelt. Dabei wird ein Frequenzbereich von 1 kHz bis 350 kHz ausgewertet, als Empfangsantennen dienen Rahmenantennen, welche primär den magnetischen Feldanteil detektieren. Aus den gemessenen Daten können außerdem Schlüsse auf Stärke, Art und Polarität des Blitzes gezogen werden.
Elektromagnetische Wellen breiten sich mit Lichtgeschwindigkeit aus und erreichen die an unterschiedlichen Standorten aufgestellten Messstationen zu unterschiedlichen Zeiten. Dadurch kann der Blitzort anhand der Differenz der Ankunftszeit ermittelt werden. Die mit sehr genauen GPS-gestützten Uhren ausgestatteten Messstationen versehen die Daten mit einem Zeitstempel und übermitteln diese an den Zentralrechner in Karlsruhe. Dieser fügt die Daten aller Messstationen zusammen und berechnet dann den endgültigen Datensatz eines Blitzes bestehend aus Zeitpunkt, Stromstärke, Polarität, Art und Einschlagsort. Diese Datensätze werden wenige Sekunden nach dem Einschlag auf verschiedene Weise an Kunden übermittelt und zur nachträglichen Verwendung in einer Datenbank gespeichert.

## Anwendungsgebiete
Im Folgenden einige Beispiele, von wem und wie die Daten von BLIDS genutzt werden (können):
- Privatpersonen: Für Privatpersonen bietet die Warnung bei Blitzaktivitäten in einem festlegbaren Gebiet einen Schutz bei Freiluftaktivitäten. Elektronische Geräte im Haushalt können zum Schutz vor Überspannung schon vor dem Eintreffen des Gewitters vom Stromnetz getrennt werden.
- Energieversorger: Wenn Arbeiten an Strom- oder Rohrleitungen durchgeführt werden, können die Arbeiter schnell gewarnt werden und so einem Stromschlag durch die Berührung vom Blitz getroffener Leitungen entgehen. Weiterhin können Blitze etwa die Sicherungseinrichtungen einer Hochspannungsleitung auslösen. Durch die Daten von BLIDS können die Betreiber schnell herausfinden, dass die Sicherung wahrscheinlich durch einen Blitz ausgelöst wurde (und nicht einen Erd- oder Kurzschluss) und die Leitung wieder zuschalten.
- Versicherungen: Versicherungen bearbeiten viele Fälle von vermeintlichen Blitzschäden. BLIDS stellt Internetportale zur Verfügung, mit deren Hilfe die Sachbearbeiter herausfinden können, ob an einem bestimmten Ort und in einem bestimmten Zeitraum tatsächlich ein Blitz eingeschlagen hat. Somit kann Betrug verhindert werden.
- Wetterdienste: Die Blitzdaten sind eine wichtige Unterstützung bei der Erstellung von Wettervorhersagen und Wetterwarnungen. Man kann zum Beispiel auf dem Bildschirm verfolgen, wie groß ein Gewitter ist und in welche Richtung es zieht.
- Blitzschutz: Bei der Berechnung von Blitzschutzanlagen werden statistische Daten herangezogen. Es können beispielsweise anhand der Blitze der letzten zehn Jahre an einem Ort die Wahrscheinlichkeit eines Einschlags berechnet und die Blitzableiter entsprechend dimensioniert werden.
- Industrieanlagen: Blitze können empfindliche Anlagen beeinflussen oder zerstören. Durch rechtzeitige Warnung durch einen von BLIDS automatisch erzeugten Blitz-Alarm können Anlagen außer Betrieb genommen und Schäden vermieden werden. Der Betreiber einer Anlage kann selbst Koordinaten und Radius festlegen, in denen ein Alarm in Form von Anruf, E-Mail, SMS oder Fax ausgelöst wird.

## Belege
1. ↑  BLIDS Spion Deutschland, abgerufen am 26. Juni 2014.
2. ↑   BLIDS Spion Schweiz (Memento vom 25. August 2014 im Internet Archive)
3. ↑  BLIDS Spion BeNeLux, abgerufen am 26. Juni 2014.
4. ↑  BLIDS Spion Großbritannien, abgerufen am 26. Juni 2014.
5. ↑  BLIDS Spion Polen, abgerufen am 26. Juni 2014.
6. ↑  Technisches Datenblatt Lightning Sensor LS7002. Vaisala, archiviert vom Original (nicht mehr online verfügbar) am 27. Dezember 2015; abgerufen am 25. August 2023.